# 마이클 프란츠
마이클 프란츠(Michael Franz)는 JIT 컴파일과 최적화 및 인공적 소프트웨어 다양성(artificial software diversity)로 알려져 있는 미국의 컴퓨터 과학자이다. 캘리포니아 대학교 어바인의 컴퓨터 과학 석좌 교수로 재직하고 있다.
AAAS, ACM, IEEE, IFIP의 회원이다. IEEE 컴퓨터 학회(IEEE Computer Society)의 기술 성과상(Technical Achievement Award) 및 훔볼트 상의 수상자이다.

## 생애
독일 함부르크에서 태어났으며, 함부르크의 크리스티아네움 김나지움(Gymnasium Christianeum)과 스코틀랜드 엘긴의 고든스턴 학교(Gordonstoun School)에 재학했다. 크리스티아네움을 조기에 졸업("vorgezogenes Abitur")했다.
당시 징병제였던 독일군 복무를 마친 이후, 스위스로 이주하여 ETH 취리히에서 컴퓨터 과학을 공부하기 시작했고 1989년에 디플롬(Diplom-Ingenieur) 과정을 졸업했다. 학부 시기에는 ETH의 컴퓨터 과학 학생회 회장을 역임했다.
미국에서 박사 과정을 마칠 수 있었던 전액 풀브라이트 장학금을 거절하고, ETH에 남아서 튜링상 수상자인 니클라우스 비르트 교수의 지도 아래에서 1994년에 공학박사 과정을 졸업했다.
2년간 더 ETH 취리히에서 선임 연구원 및 강사로 일한 후 1996년 1월 UC 어바인의 조교수로 임명되었다. 2001년에는 부교수, 2006년에는 정교수로 승진했다. 2007년에는 의전상의 이유로 UCI 공대에서 전자공학 및 컴퓨터 과학 교수로 두 번째로 임명되었다. 2016년에는 석좌 교수로 임명되었다.

## 연구
그의 박사학위 논문 "Code Generation On-The-Fly: A Key To Portable Software"에서는 압축된 중간 데이터 구조인 시맨틱 사전 인코딩을 사용하여 로드 시간에 즉시 컴파일을 통해 다양한 컴퓨터 아키텍처로 이식 가능한 소프트웨어를 제안했다. 2년 후 자바 프로그래밍 언어가 출시되면서 이 아이디어를 주류 시장으로 끌어올렸으며, 프란츠가 제안한 "온더플라이 컴파일(on-the-fly compilation)" 대신 "JIT 컴파일(just-in-time compilation)"이라는 용어를 사용했다.
학계에서 자바스크립트와 같은 동적 언어를 "작은 스크립트 언어"로 취급하고 있었을 때 프란츠의 학생이었던 안드레아스 갈(Andreas Gal)은 동적 타이핑 언어를 JIT 컴파일러에서 취급할 수 있는 방법에 대해서 연구하고 있었다. 그 결과로 탄생한 트레이스 트리 컴파일(Trace Tree Compilation)은 미국에서 특허로 출원되었다. 그는 이 아이디어를 자바스크립트의 발명가이자 당시 모질라의 CTO였던 브렌던 아이크에게 제안했고, UCI와 모질라의 협력으로 파이어폭스의 트레이스몽키 자바스크립트 엔진으로 구현되었다.
사이버 보안에서의 "움직이는 표적 방어(Moving Target Defense)" 이론을 제안한 사람 중 하나이다. 자연 생태계에서의 종족 다양성에서 아이디어를 얻어서 컴파일러에서 생성된 소프트웨어 다양성을 소프트웨어 공격에 대한 방어책과 연결했다.
이 프로젝트는 더 이코노미스트, 와이어드 매거진 등 여러 매체의 주목을 받았다. 그와 당시 이 연구에 참여했던 학생은 아이디어 중 일부에 대한 특허를 보유하고 있다.